# 太阳大道
《太阳大道》（德語：Sonnenallee）是一部1999年的德国喜劇電影，讲述了1970年代东德东柏林的生活。该片由 Leander Haußmann 执导。影片上映后，相应的小说《太陽大道較短的那一頭》（德語：Am kürzeren Ende der Sonnenallee）也随即出版。剧本和小说均由 Thomas Brussig 创作，它们都显示出流行音乐对东柏林年轻人的重要性，但两者的故事情节有所不同。
“太阳大道”真实存在于柏林，柏林墙将其一分为二，影片中的场景与其略微类似。

## 演员
- Alexander Scheer – Michael Ehrenreich
- 亚历山大·贝叶尔 – Mario
- Robert Stadlober – Wuschel
- Teresa Weißbach – Miriam Sommer
- Katharina Thalbach – Doris Ehrenreich
- Henry Hübchen – Hotte Ehrenreich
- Elena Meißner – Sabrina

## 情节
米沙（Micha）是一个17岁的东德男孩，他生活在1970年代的东柏林。他和他的朋友们花了大量的时间聚在一起听被政府禁止的西方流行音乐。他试图博得米里亚姆（Miriam）的好感，她当时在和一个西柏林男孩约会。在这个过程中他最好的朋友马里奥（Mario），爱上了一个存在主义者，他后来又被学校开除，随后他发现他的女友已怀有身孕。马里奥报名参军以支撑他的女友和孩子。此外，他的年轻朋友 Wuschel 买到的滚石乐队唱片在一次意外中被东德警察子弹打坏。米沙借助从米里亚姆前男友那里得到的交通磕碰补偿：50西德马克买到了一张新的唱片。影片以东柏林人一同在Dynamo 5乐队《信》（The Letter）一歌中走向柏林墙边境结尾。

## 争议
德国境内一些批评，如《明镜》指出该片对东德的生活进行了美化，但大多数观众仍欣赏这部影片。